# José Manuel Velázquez
José Manuel Velázquez Rodríguez (Cidade Bolívar, Estado Bolívar, Venezuela, 8 de setembro de 1990), é um futebolista Venezuelano, joga de defesa e seu atual clube é o Futebol Clube de Alverca de Portugal.

## Seleção nacional
Jogou na cada nível da seleção venezuelana desde a sub-15 até a sub-20.Participou de 12 jogos com aSeleção da Venezuela onde marcou 1 gol. Atualmente leva 3 golos com o Arouca na temporada.
Fez sua estreia com a seleção principal em Buenos Aires, o 28 de março de 2009 contra a seleção de futebol de Argentina, em uma partida das eliminatórias de Conmebol à Copa Mundial de Futebol de 2010. A partida que finalizou com um 4-0 a favor do local.
Em 13 de maio de 2009 marcou seu primeiro gol internacional contra Costa Rica, partida realizada no Poliesportivo Povoo Novo da cidade de San Cristóbal na Venezuela que findou com um empate 1-1.Participou de 12 partidas com a Seleção Venezuelana de Futebol onde Marcou 1 gol. Atualmente leva 3 golos com o Arouca na temporada.

### Participações internacionais

#### Sul-americano Sub-15
| Copa                        | Sede    | Resultado     | Partidas | Gols |
| --------------------------- | ------- | ------------- | -------- | ---- |
| Sudamericano Sub-15 de 2005 | Bolívia | Primeira fase | 4        | 2    |

#### Jogos Panamericanos
| Copa                        | Sede   | Resultado     | Partidas | Gols |
| --------------------------- | ------ | ------------- | -------- | ---- |
| Jogos Panamericanos de 2007 | Brasil | Primeira fase | 3        | 0    |

#### Sul-americano Sub-20
| Copa                        | Sede      | Resultado | Partidas | Gols |
| --------------------------- | --------- | --------- | -------- | ---- |
| Sudamericano Sub-20 de 2009 | Venezuela | 4° lugar  | 9        | 1    |

#### Copa Mundial Sub-20
| Mundial                           | Sede  | Resultado        | Partidas | Gols |
| --------------------------------- | ----- | ---------------- | -------- | ---- |
| Mundial de Futebol Sub-20 de 2009 | Egito | Oitavos de final | 4        | 1    |

#### Eliminatórias da Copa do mundo
| Eliminatórias     | Resultado | PJ | Gols |
| ----------------- | --------- | -- | ---- |
| Eliminatória 2010 | 8° lugar  | 4  | 0    |
| Eliminatória 2014 | 6.º lugar | 1  | 0    |
| Eliminatória 2018 | 10° lugar | 2  | 0    |

## Clubes
| Clube                 | País      | Ano             | Jogos | Gols |
| --------------------- | --------- | --------------- | ----- | ---- |
| Guaros FC             | Venezuela | 2007-2008       | 14    | 0    |
| Desportivo Anzoátegui | Venezuela | 2008-2009       | 32    | 4    |
| Villarreal B          | Espanha   | 2009-2010       | 0     | 0    |
| Mineiros de Guayana   | Venezuela | 2011-2012       | 40    | 2    |
| Panathinaikos         | Grécia    | 2012-           | 9     | 1    |
| Mineiros de Guayana   | Venezuela | 2013 - 2015     | 46    | 0    |
| FC Arouca             | Portugal  | 2015 - Presente | 23    | 3    |